# Habronattus clypeatus
Habronattus clypeatus là một loài nhện trong họ Salticidae.
Loài này thuộc chi Habronattus. Habronattus clypeatus được Richard C. Banks miêu tả năm 1895.